# Szymon III (maronicki patriarcha Antiochii)
Szymon III – duchowny katolicki Kościoła maronickiego, w latach 1297–1339 patriarcha tego Kościoła.